# La Maladie d'Antiochus
La Maladie d'Antiochus appelé aussi Antiochus et Stratonice est un tableau peint par Jean-Auguste-Dominique Ingres conservé au Musée Condé de Chantilly. Il représente l'amour du prince séleucide Antiochos pour Stratonice, l'épouse de son père Séleucos.

## Historique du tableau

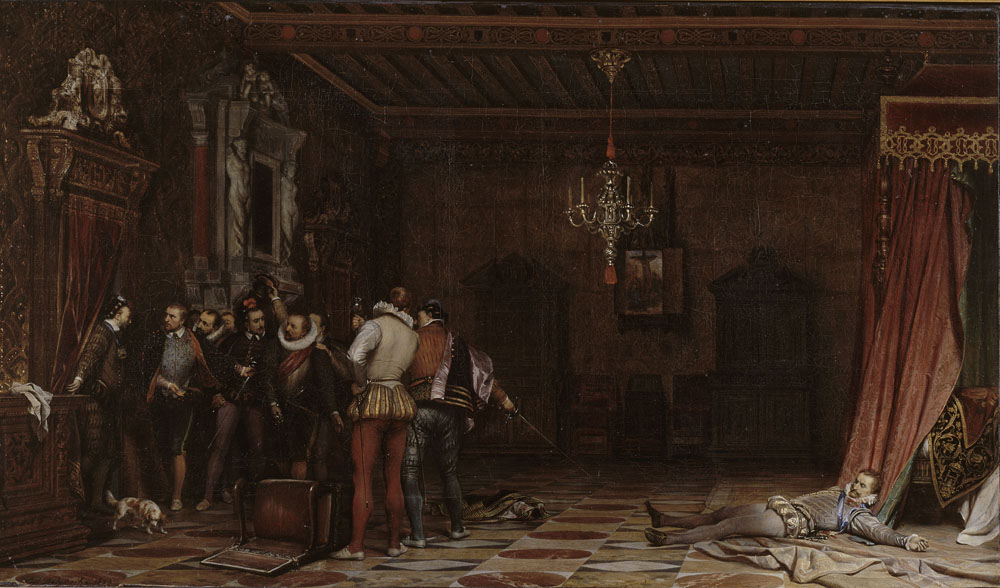
L'Assassinat du duc de Guise de Paul Delaroche, 1834, musée Condé

En 1834, Ferdinand-Philippe d'Orléans commande à Ingres un tableau qu'il destine à faire le pendant d'un tableau de Paul Delaroche : L'Assassinat du duc de Guise, actuellement conservé aussi au musée Condé. Cependant, cette même année, Ingres part pour Rome où il vient d'être nommé directeur de l'Académie de France. Il tarde ainsi à réaliser sa commande. Il commence tout d'abord à réaliser une ébauche, aujourd'hui conservée au Cleveland Museum of Art, sans doute vers 1838. Lady Eglé Charlemont sert, selon son témoignage, de modèle pour Stratonice, Madame Ingres pose pour le médecin, Hippolyte Flandrin pour le bras d'Antiochus et enfin Ingres lui-même pour Séleucos. Le tableau est achevé à Rome en 1840, sans doute avec l'aide de Victor Baltard, architecte-pensionnaire à l'académie qui dessine les décors, et avec celle de deux de ses élèves, les frères Paul et Raymond Balze qui réalisent la peinture d'une partie de l'architecture. Ingres est payé 6 000 francs par le duc qui s'en montre satisfait. Il lui commande aussitôt un portrait. Le tableau est exposé à la galerie du Palais-Royal.
Le duc d'Orléans meurt en 1842 et le tableau devient propriété de sa veuve, Hélène de Mecklembourg-Schwerin. Après la Révolution de 1848, le tableau est mis en vente à Paris en 1852 où il est acquis par le prince Demidoff pour 63 000 francs. Il est de nouveau mis en vente aux enchères en janvier 1863 toujours à Paris. Le duc d'Aumale, alors en exil à Londres, fait acheter l'ancien tableau de son frère par l'intermédiaire d'Édouard Bocher pour la somme de 93 000 francs. Le tableau revient en France en 1871 où le duc d'Aumale le fait exposer dans la salle de la Tribune de son château de Chantilly, où il se trouve toujours actuellement.

## Sujet
Ingres prend pour sujet une scène décrite par de nombreux auteurs antiques : Plutarque dans sa Vie de Démétrios, Diodore de Sicile, Pline l'Ancien, Lucien de Samosate, Appien, Valère Maxime, et mentionné dans la Suda.
Antiochos Ier (325-261 av. J.-C.) est le fils de Séleucos Ier, général d'Alexandre le Grand et fondateur de la dynastie des Séleucides. Il tombe secrètement amoureux de la nouvelle épouse de son père, Stratonice, fille du roi de Macédoine Démétrios Ier Poliorcète. La passion coupable le ronge et il en tombe malade. Alors qu'il est mourant, le médecin Érasistrate découvre la source de sa maladie : il s'agite et son cœur s'accélère lorsque Stratonice rentre dans la pièce. Son père s'effondre alors au pied du lit.

## Les sources d'inspiration
Ce sujet est traité par Jacques-Louis David dans le tableau qui lui permet d'obtenir le prix de Rome en 1774 : Érasistrate découvrant la cause de la maladie d’Antiochius. Ingres, élève de David, reprend cette scène dans plusieurs dessins dont le premier, conservé au musée du Louvre, remonte à 1807.
Une autre source d'inspiration potentiel réside dans la musique et l'opéra. L'orchestre du Capitole de Toulouse reprend à plusieurs reprises l'opéra Stratonice de Étienne-Nicolas Méhul alors qu'Ingres y est violoniste. La scène du tableau reprend un moment de l'opéra de Méhul : le solo de l'héroïne. Enfin, cette inspiration expliquerait la présence au premier plan d'une lyre. Il faut noter que le pendant de ce tableau, L'Assassinat du duc de Guise, est lui aussi tiré d'un opéra : Les Huguenots de Giacomo Meyerbeer.
Le décor et les personnages sont pour leur part inspirés de modèles antiques. Stratonice est très proches de la statuaire romaine. Le lit est inspiré d'un Naiskos, édifice funéraire remontant au IVe siècle av. J.-C. dessiné sur un vase découvert à Canosa et dont le relevé est publié en 1816.

## Œuvres en rapport
Ingres a réalisé au moins quatre autres versions de ce sujet : 
- une grande esquisse peinte entre 1807 et 1825. Son élève Amaury-Duval voit le tableau dans l'atelier du maître à cette date. Il disparaît à la suite de la vente du fonds de l'atelier d'Ingres en 1867. Il est beaucoup plus grand que les autres versions (155 × 190 cm)
- le tableau du Cleveland Museum of Art, esquisse de la version de Chantilly (48 × 64 cm), peinte en 1834
- une répétition du tableau de Chantilly avec quelques variantes, datée de 1860. Conservé dans la collection Schauensee à Philadelphie. Papier marouflé sur toile (35 × 46 cm)
- une répétition à la composition inversée et avec quelques variantes, en partie réalisée par Raymond Balze, datée de 1866 et actuellement conservée au musée Fabre de Montpellier. Peinture sur calque marouflée sur toile (61 × 92 cm).
- Le buste d'Erasistrate, étude préalable conservée au Musée Ingres-Bourdelle de Montauban; huile sur toile marouflée sur bois, vers 1860.

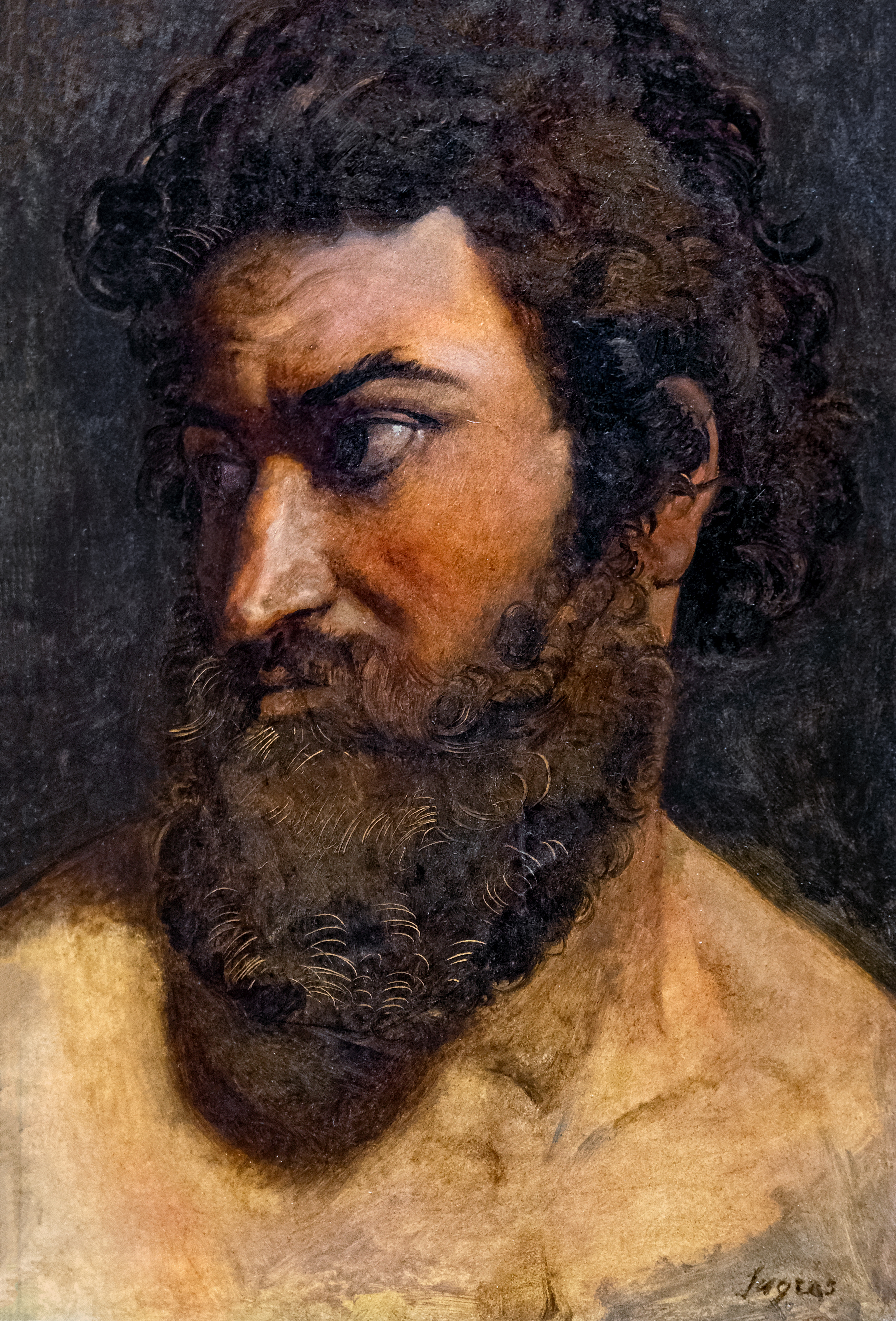
Le buste d'Erasistrate, étude préalable
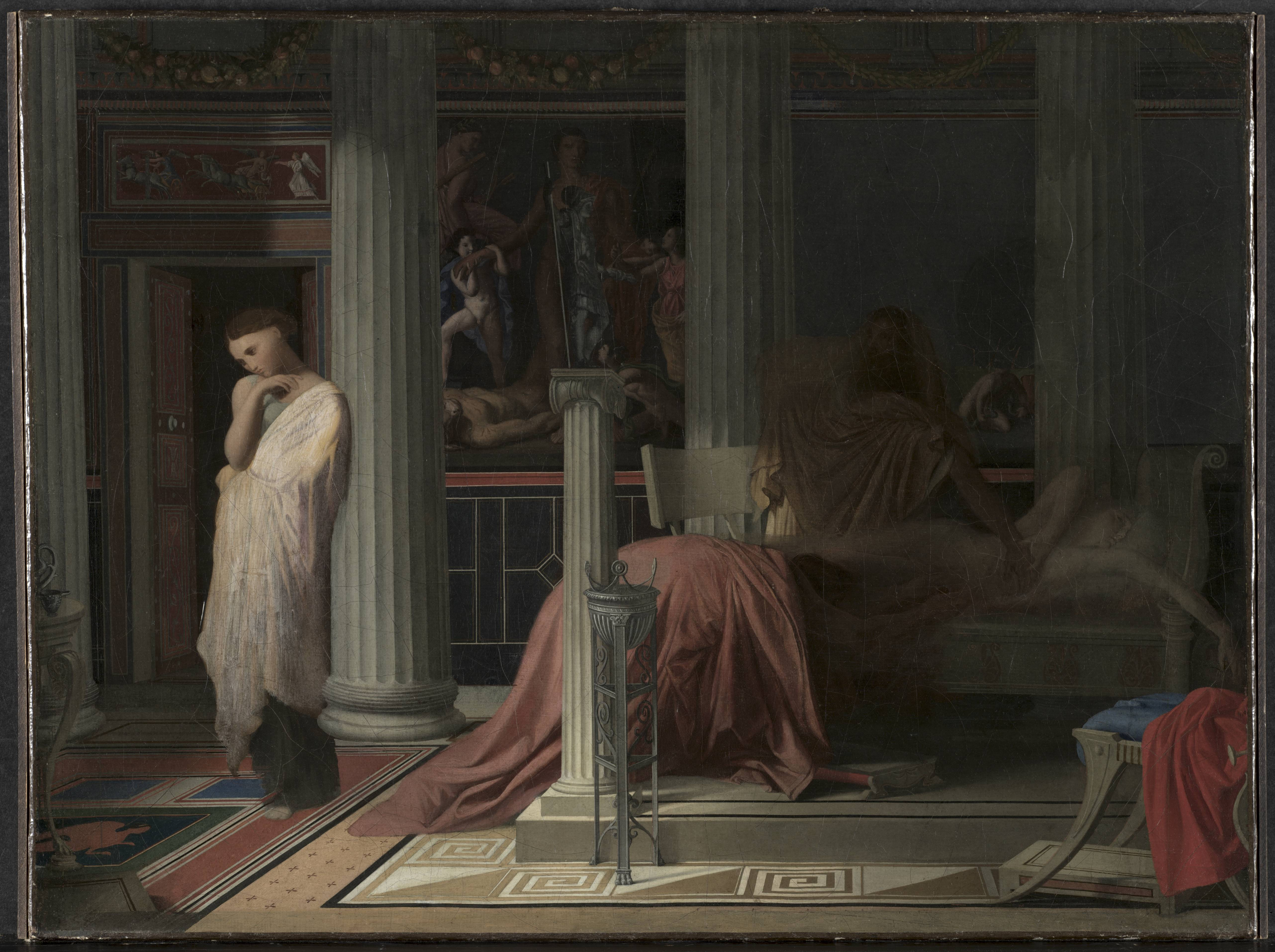
Esquisse du musée de Cleveland
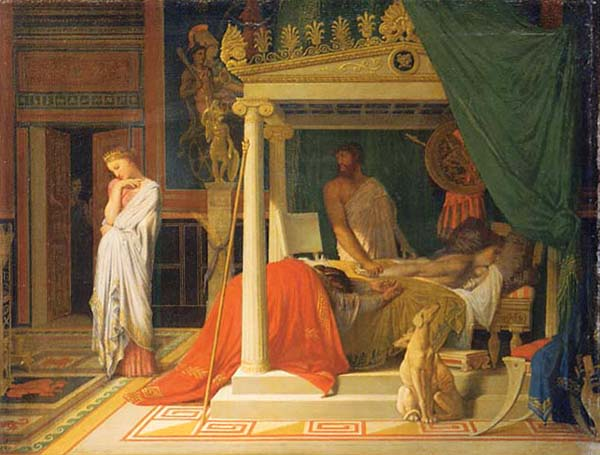
Copie conservée à Philadelphie
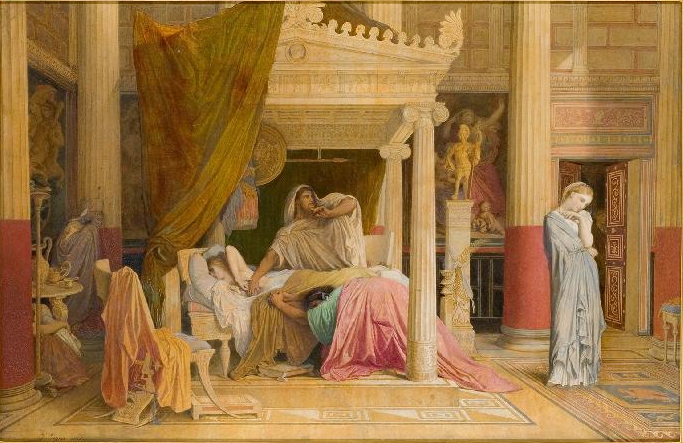
Répétition conservée au musée Fabre